# Ashley Leggat
Ashley Margaret Anne Leggat (Hamilton, 26 de setembro de 1986) é uma atriz e cantora canadense, mais conhecida por seu trabalho em Life with Derek como Casey MacDonald, em Darcy's Wild Life como Brittany McMillan, e no seriado 11 Cameras como Kelly. Ela também fez uma pequena participação no filme Confessions of a Teenage Drama Queen.

## Biografia

### Início da carreira (1992-1999)
Ashley Margaret Anne Leggat nasceu em 26 de setembro de 1986 na cidade de Hamilton, província de Ontário, no Canadá, e possui ascendência irlandesa e escocesa por parte de mãe.
Quando ela tinha apenas cinco anos de idade participou de um treinamento no Programas de Artes Cênicas do Teatro Aquarius, dirigido por Lou Zamprogna, em sua cidade natal. No mesmo ano ela estrearia como profissional como Marta na adaptação de The Sound of Music. A partir de então, ela viria a participar de outras várias produções da companhia incluindo The Lion, The Witch and the Wardrobe, Cinderella, Anne of Green Gables, Jacob Two-Two Meets the Hooded Fang, Jekyll and Hyde e The Wizard of Oz. Outro papel de destaque foi o de Clara em The Nutcracker at Hamilton Place.

### Ingresso na televisão (1999-2004)
Em 1999, Leggat começou sua carreira na televisão. Neste ano, ela fez uma participação no episódio Heimlich Hero: The Michelle Shreffler Story da série de televisão Real Kids, Real Adventures, que adaptava histórias reais e as reencenava. Na seqüência, a atriz conseguiu um papel recorrente no seriado I Was a Sixth Grade Alien. O papel de Stacey foi interpretado por quatro episódios exibidos em 2000. Neste mesmo ano, Ashley iniciou participações no seriado In Heartbeat, como Michelle, em um novo papel recorrente que durou até 2001.
Em 2001, a atriz interpretaria Libbie no telefilme What Girls Learn. Nos anos seguintes ela continuaria a fazer participações em outros seriados como The Zack Files e The Blobheads, além de ter feito figuração nos telefilmes The Music Man e A Very Married Christmas, em 2003 e 2004, respectivamente.

### Estrelato juvenil (2004)
No ano de 2004, Ashley fez sua estréia no cinema ao participar do filme Confessions of a Teenage Drama Queen, estrelado por Lindsay Lohan e produzido pela Disney. Ainda neste ano, a atriz ganharia o seu primeiro papel regular na televisão como a protagonista Kat Adams do seriado canadense Ace Lightning, que durou 13 episódios.
Depois de Ace Lightning, Leggat foi contratada pelos produtores da série 11 Cameras para atuar em 11 episódios do programa como a jovem Kelly. Ao término do contrato, a atriz foi convidada a participar de Darcy's Wild Life em um novo papel recorrente: Brittany MacMillan. Brittany era uma das amigas da personagem-título do programa e fez participações em cinco episódios entre 2005 e 2006.
Ainda em 2005, Ashley tornaria-se conhecida mundialmente ao estrelar a série Life with Derek, uma co-produção entre o Disney Channel e o Family Channel do Canadá. Leggat interpretava a protagonista do programa, Casey MacDonald,[carece de fontes?] que vivia um eterno conflito com seu meio-irmão Derek,[carece de fontes?] interpretado por Michael Seater.
Mais recentemente, a atriz voltou ao teatro com papéis aclamados pela crítica na montagem de Dirty Dancing em Toronto e na peça Baby.

## Filmografia

### Televisão
| Ano       | Título                     | Papel             | Notas        | Ref   |
| 2010      | Unnatural History          | Whitney Coleman   | 1 episódio   |       |
| 2010      | Vacation with Derek        | Casey MacDonald   | telefilme    |       |
| 2010      | Murdoch Mysteries          | Ivy               | 1 episódio   |       |
| 2010      | Aaron Stone                | Nikki York        | 1 episódio   |       |
| 2006      | Darcy's Wild Life          | Brittany McMillan | 5 episódios  | [ 2 ] |
| 2006      | 11 Cameras                 | Kelly             | 11 episódios | [ 2 ] |
| 2005-2009 | Life with Derek            | Casey McDonald    | 70 episódios | [ 2 ] |
| 2004      | Ace Lightning              | Kat Adams         | 13 episódios |       |
| 2004      | The Blobheads              | Misty             | 2 episódios  | [ 2 ] |
| 2002      | The Zack Files             | Kristen           | 1 episódio   |       |
| 2001      | What Girls Learn           | Libbie            | telefilme    | [ 3 ] |
| 2001      | In a Heartbeat             | Michelle          | 3 episódios  | [ 2 ] |
| 2000      | I Was a Sixth Grade Alien  | Stacey            | 4 episódios  | [ 2 ] |
| 1999      | Real Kids, Real Adventures | Michelle          | 1 episódio   |       |

### Cinema
| Ano  | Título                               | Papel   | Ref   |
| 2010 | Made... The Movie                    | Tiffany |       |
| 2010 | The Jerk Theory                      | Britney |       |
| 2004 | Confessions of a Teenage Drama Queen | Marcia  | [ 3 ] |

## Discografia
Músicas
| Ano  | Título                                                      |
| 2005 | Life with Derek - Tema de Abertura                          |
| 2006 | Life with Derek - Músicas do Episódio (Battle of the Bands) |
| 2007 | Life with Derek - Músicas do Episódio (Show-Off-Tune)       |